# Cantó de Belfort-Nord
El cantó de Belfort-Nord és un cantó francès del departament del Territori de Belfort, situat al districte de Belfort. Compta amb part del municipi de Belfort.

## Municipis
- Belfort

## Història
| Data d'elecció                           | Identitat            | Partit           | Qualitat |
| ---------------------------------------- | -------------------- | ---------------- | -------- |
| 1967-1979                                | Émile Géhant         | SFIO, després PS |          |
| 1979-1985                                | M. Walter            | PS               |          |
| 1985-1992                                | Denis Allimant       | PS               |          |
| 1992-1998                                | Lionel Courbey       | UDF              |          |
| 1998-2011                                | Jean-Claude Chérasse | PS               |          |
| 2011-                                    | Marie-José Fleury    | PS               |          |
| les dades anteriors no són pas conegudes |                      |                  |          |
|                                          |                      |                  |          |